# Circondario di Braunschweig
Il circondario di Braunschweig (in tedesco Landkreis Braunschweig) è stato, fino al 1974, un circondario (Landkreis) della Bassa Sassonia, in Germania.
Capoluogo e centro maggiore era Braunschweig. All'epoca della sua soppressione, contava 66 comuni.
- Abbenrode
- Alvesse
- Beienrode
- Bettmar
- Bevenrode
- Bienrode
- Bodenstedt
- Bortfeld
- Broitzem
- Cremlingen
- Denstorf
- Destedt
- Dibbesdorf
- Duttenstedt
- Erkerode
- Essehof
- Essinghausen
- Flechtorf
- Fürstenau
- Gardessen
- Groß Brunsrode
- Groß Gleidingen

- Harvesse
- Hemkenrode
- Hötzum
- Hondelage
- Hordorf
- Klein Brunsrode
- Klein Gleidingen
- Klein Schöppenstedt
- Köchingen
- Lamme
- Lehre
- Liedingen
- Lucklum
- Mascherode
- Meerdorf
- Neubrück
- Niedersickte
- Obersickte
- Rautheim
- Rüningen
- Schandelah
- Schapen

- Schulenrode
- Sierße
- Sonnenberg
- Sophiental
- Stöckheim bei Braunschweig
- Thune
- Timmerlah
- Vallstedt
- Vechelade
- Vechelde
- Veltheim
- Völkenrode
- Volkmarode
- Waggum
- Wahle
- Watenbüttel
- Weddel
- Wedtlenstedt
- Wendeburg
- Wenden
- Wendhausen
- Wierthe